# Chicago Grand Prix 1991
Il Chicago Grand Prix 1991 è stato un torneo di tennis giocato sul sintetico indoor. È stata la 4ª edizione del Chicago Grand Prix, che fa parte della categoria World Series nell'ambito dell'ATP Tour 1991. Si è giocato a Chicago negli USA, dal 25 febbraio al 3 marzo 1991.

## Campioni

### Singolare
John McEnroe ha battuto in finale  Patrick McEnroe con il punteggio di 3–6 6–2 6–4

### Doppio
Scott Davis /  David Pate hanno battuto in finale  Grant Connell /  Glenn Michibata con il punteggio di 6–4, 5–7, 7–6